# نشریه میتک
نشریهٔ میتک (به فارسی: اندیشه) نشریه‌ای است به زبان ارمنی که از سال ۱۹۱۲ و در تبریز منتشر می‌شد.